# オフィスマイティー
株式会社オフィスマイティー は、日本のタレントプロダクションである。

## 主な所属モデル・タレント
- 鶴田真由
- 三浦圭祐
- 美紗央

## 過去の所属者
- 篠原麻里
- 鈴木夕佳
- すまけい
- 津川友美